# ВІК (телеканал)
«ВІК» — бердичівський регіональний телеканал міста.

## Про канал
Почав своє мовлення 2006 року.
У жовтні 2018 року телеканал перейшов до мовлення у форматі 16:9.
27 серпня 2022 Національна рада України з питань телебачення і радіомовлення анулювала ліцензію телеканалу за зверненням мовника. 22 серпня 2023 року відновив мовлення в інтернеті, також планує мовити в кабельному телебаченні.
28 грудня 2023 року телеканал став переможцем конкурсу на отримання ліцензії на мовлення в MX-5 цифрової етерної мережі DVB-T2 в Бердичеві, а 23 квітня 2024 — розпочав мовлення.